# 존 프란시스 딜론

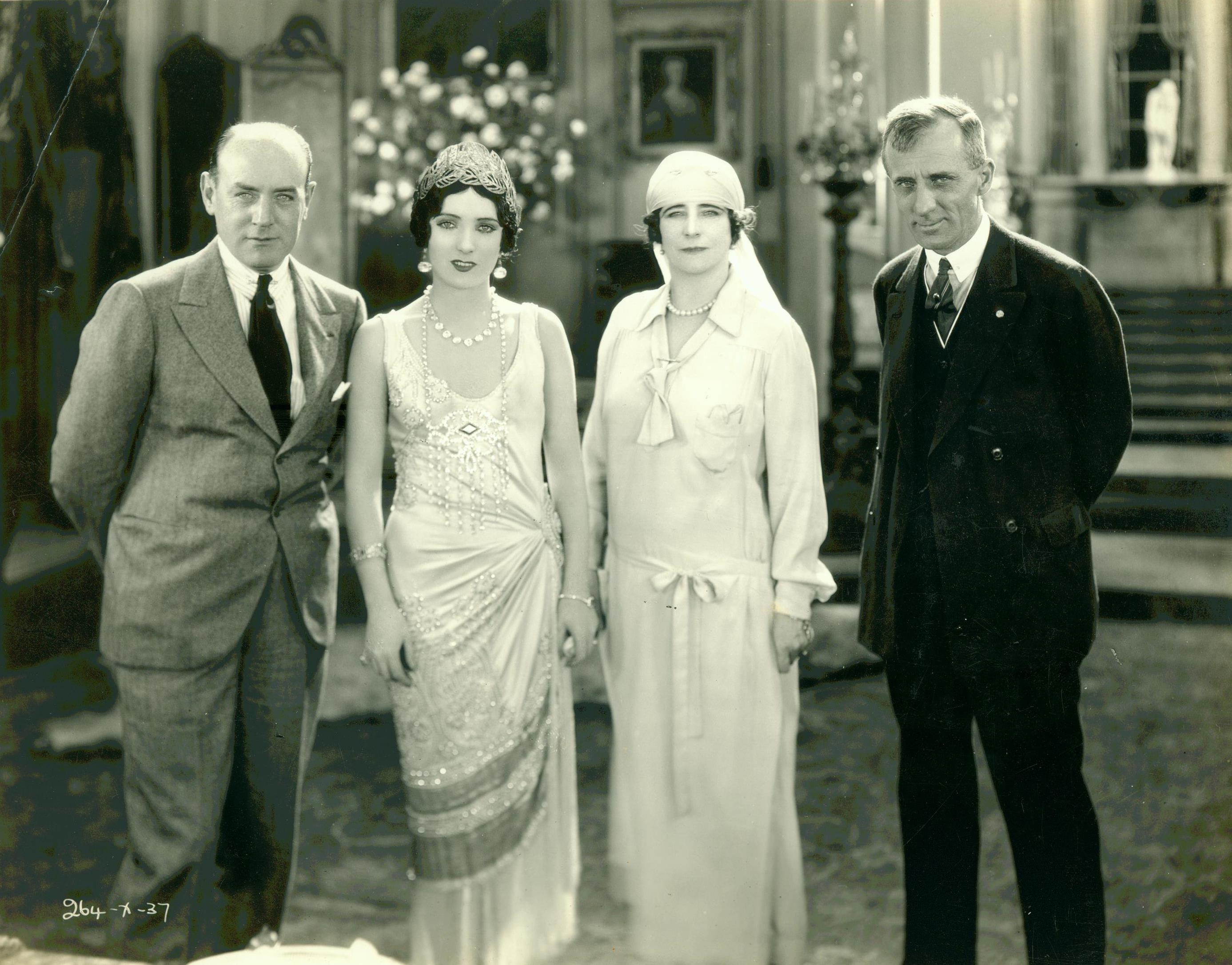

존 프란시스 딜론(John Francis Dillon, 1884년 7월 13일 ~ 1934년 4월 4일)은 미국의 영화 감독, 배우, 영화배우이다.
뉴욕에서 태어났으며 로스앤젤레스에서 사망하였다. 사인은 심근 경색이다. 할리우드 포에버 공동묘지에 매장되었다.

## 영화
- 콜 허 세비지 (1932년)
- 비하인드 더 마스크 (1932년)
- 스프링 이즈 히어 (1930년)
- 브라이드 오브 더 리저먼트 (1930년)
- 샐리 (1929년)
- 누스 (1928년)
- 새로온 수위 (1914년)
- 더그 앤 다이너마이트 (1914년)